# Ricardo La Volpe
Ricardo La Volpe est un footballeur argentin reconverti en entraîneur, né le 6 février 1952 à Buenos Aires. Il évoluait au poste de gardien de but.
En tant que joueur, il a remporté la Coupe du monde 1978 avec l'équipe d'Argentine (il était gardien remplaçant).

## Biographie
La Volpe a marqué les esprits lors de la coupe du monde 2006 en emmenant le Mexique avec un 5-3-2. La sélection mexicaine perd finalement contre l'Argentine en huitième de finale au terme d'un match serré.
Après le Mondial 2006, il devient au mois d'août l'entraîneur de Boca Juniors, prenant ses fonctions à partir du 15 septembre. Le 14 décembre 2006, il démissionne après une défaite deux buts à un de Boca Juniors face à Estudiantes La Plata. Une semaine après sa démission, il devient entraîneur de Vélez Sarsfield.
Le 9 septembre 2010, il est nommé sélectionneur du Costa Rica. Il démissionne en août 2011 après avoir seulement remporté quatre matches sur dix-sept. 
Le 2 avril 2014, il devient entraîneur du Chivas de Guadalajara. Le 30 avril 2014, il est limogé après quatre matches pour conduite inappropriée avec un membre féminin du club.

## Joueur

### Carrière
- 1970-75 : Banfield ( Argentine)
- 1975-79 : San Lorenzo ( Argentine)
- 1979-82 : CF Atlante ( Mexique)
- 1982-83 : Oaxtepec ( Mexique)

### Palmarès
- Vainqueur de la Coupe du monde 1978 avec l'Argentine

## Entraîneur

### Carrière
- 1983-1984 : Oaxtepec ( Mexique)
- 1984-1986 : CF Puebla ( Mexique)
- 1988-1989 : CF Atlante ( Mexique)
- 1989-1990 : Chivas de Guadalajara ( Mexique)
- 1990-1991 : Querétaro FC ( Mexique)
- 1991-1993 : CF Atlante ( Mexique)
- 1993-1996 : Querétaro FC ( Mexique)
- 1996 : Club América ( Mexique)
- 1997-2001 : CF Atlas ( Mexique)
- 2001-2002 : Club Toluca ( Mexique)
- 2002-2006 :  Mexique (sélectionneur)
- 2006 : Boca Juniors ( Argentine)
- 2007 : CA Vélez Sarsfield ( Argentine)
- 2008 : CF Monterrey ( Mexique)
- Sep.2010-août 2011 :  Costa Rica (sélectionneur)
- sept. 2011-déc. 2011 : CA Banfield ( Argentine)
- mai 2012-jan. 2013 : CF Atlante ( Mexique)
- avril 2014 : Chivas de Guadalajara  Mexique
- 2015-2016 : Chiapas Fútbol Club  Mexique
- sep. 2016-2017 : Club América  Mexique
- août 2018- oct. 2018 : Pyramids FC  Égypte
- mars 2019-nov. 2019 : Deportivo Toluca  Mexique

### Palmarès
- Champion du Mexique en 1993 avec le CF Atlante
- Vainqueur de la Gold Cup en 2003 avec le Mexique